# Ian Wilmut
Ian Wilmut (7 tháng 7 năm 1944 – 10 tháng 9 năm 2023) là nhà khoa học người Anh. Ông chính là người đứng đầu trong việc nhân bản vô tính con cừu Dolly nổi tiếng, giúp con người có thêm phương pháp để bảo vệ các gene quý.
Ông qua đời vì biến chứng của bệnh Parkinson vào ngày 10 tháng 9 năm 2023, thọ 79 tuổi.